# Берізка (зупинний пункт)
Бері́зка — пасажирський залізничний зупинний пункт Конотопської дирекції Південно-Західної залізниці на лінії Макове — Баничі.
Розташований у селі Береза Глухівського району Сумської області між станціями Макове (23 км) та Глухів (9 км).
Станом на початок 2018 р. на платформі не зупиняються дизельпоїзди.